# Andries Rinse Miedema
Andries Rinse Miedema (Leeuwarden, 15 november 1933 – Son, 28 mei 1992) was een Nederlands natuurkundige en hoogleraar aan de Universiteit van Amsterdam (UvA).

## Biografie
De in Leeuwarden geboren Miedema groeide op in Den Haag in een gezin met vijf kinderen. Na de Dalton hbs ging hij in 1951 natuurkunde studeren aan de Universiteit Leiden. Drie jaar later, in oktober 1954, legde hij zijn kandidaatsexamen af met bijvakken in wis- en natuurkunde.
Voor zijn doctoraalexamen deed hij onderzoek in het Kamerlingh Onnes Laboratorium als assistent van J.A. Beun. Vanaf 1956 mocht hij eigen er eigen onderzoek doen, aanvankelijk onder leiding van M.J. Steenland en later W.J. Huiskamp. In 1957 legde hij het doctoraalexamen experimentele natuurkunde af met theoretische natuurkunde als bijvak. Op 1 december 1960 promoveerde hij bij Cor Gorter op het proefschrift: "Some experiments on heat transfer and magnetism below 1 K".
Begin 1965 trad Miedema in dienst van het Philips Natuurkundig Laboratorium te Eindhoven. Lang bleef hij niet aan. Reeds op 1 september 1965 – hij is dan pas 31 jaar oud – kon hij gewoon hoogleraar natuurkunde worden aan de Universiteit van Amsterdam als opvolger van professor Gerhart Rathenau. Exact zes jaar later, op 1 september 1971, verliet Miedema de universiteit en trad hij opnieuw in dienst van het Philips Natlab. Hier kon hij zich volledig bezighouden aan de studie van de thermodynamische eigenschappen van legeringen.
Naast zijn werk bij Philips werd Miedema in 1979, dankzij het Genootschap ter bevordering van de Natuur-, Genees- en Heelkunde, benoemd tot bijzonder hoogleraar in de materiaalwetenschappen aan de UvA. Een jaar later, in 1980, werd hij adjunct-directeur van de divisie Basic Physics and Material Science. Deze functie zou hij tot zijn pensionering vervullen.

## Werk
Gedurende zijn lange loopbaan voerde Miedema verschillende studies en experimenten uit naar diverse fysische eigenschappen van verscheidene materialen op het gebied van elektriciteit, magnetisme en de thermodynamica. Aan het Natlab ontwikkelde hij het naar hem vernoemde "Miedema-model", een macroscopische atoommodel die hem inzicht bood in de vormingswarmte van binaire metaallegeringen en intermetallische verbindingen. In de jaren erna werd dit model verder uitgebreid en ook toegepast op andere natuurkundige aspecten, zoals vacaturevorming, oppervlaktesegragatie, ternaire verbindingen en absorptie van atomen aan een metaaloppervlakte. Zijn model werd tevens uitvoerig beschreven in het boek "Cohesion in Metals" dat in 1988 werd gepubliceerd.

## Erkenning
Voor zijn werk kreeg Miedema, samen met Ole Krogh Andersen, in 1980 de Hewlett-Packard Europhysics Prize, uitgereikt door de European Physical Society (EPS). Een jaar later, in 1981, mocht hij de Hume Rothery Award van de AIME in ontvangst nemen.
In 1983 werd Miedema benoemd tot lid van de Afdeling Natuurkunde van de Koninklijke Nederlandse Akademie van Wetenschappen (KNAW), waar hij vanaf 1988 tot aan zijn overlijden de Sectie Natuur- en Sterrenkunde voorzat. Daarnaast was hij betrokken bij adviescommissies in binnen- en buitenland op het gebied van natuurkundige kwesties. Op 11 januari 1991 ontving hij een eredoctoraat van de Technische Universiteit Delft voor zijn bijdragen aan de metaalkunde. Na zijn overlijden werd door de Stichting FOM de Andries Miedema-Prijs ingesteld die sinds 1994 iedere twee jaar wordt toegekend voor het beste promotieonderzoek op het gebied van fysica van de gecondenseerde materie.